# Tomasz Umiński
Tomasz Umiński (ur. 7 września 1931 w Warszawie) – polski zoolog, uczestnik opozycji demokratycznej w PRL.

## Życiorys
W 1950 roku ukończył Państwowe Gimnazjum i Liceum im. Stefana Batorego w Warszawie. Ukończył studia na Wydziale Biologii Uniwersytetu Warszawskiego (wówczas Wydział Biologii i Nauk o Ziemi). Od 1955 roku do 2001 roku pracował na Wydziale Biologii UW jako nauczyciel akademicki. Od 1993 roku profesor nadzwyczajny tej uczelni. W latach 2001–2011 był wykładowcą Szkoły Wyższej Przymierza Rodzin w Warszawie, dla której stworzył także pracownię przyrodniczą oraz arboretum.
Jest autorem książek naukowych i podręczników szkolnych, między innymi: Zwierzęta i kontynenty, Zwierzęta i oceany, Ekologia, środowisko, przyroda; Życie naszej ziemi. Pełnił funkcję konsultanta redakcji naczelnej Nowej encyklopedii powszechnej PWN (1996) oraz konsultanta zoologicznego polskiej edycji czasopisma „National Geographic”.
W 1957 roku podczas wyprawy Warszawskiego Klubu Speleologicznego do jaskini Ptica Dupka w Bułgarii odkrył nowy gatunek ślimaka: Lindbergia (Spinophallus) umińskii RIEDEL 1960
W latach 1959–1960 uczestniczył jako kierownik naukowy w wyprawie jachtu Dar Opola na Morze Czerwone. Podczas prac prowadzonych na wyspach Archipelagu Dahlak odkrył nowy gatunek ślimaka Cerithidea dahlakensis, który po przekazaniu do Muzeum Historii Naturalnej w Londynie został opisany przez brytyjskiego malakologa H.E.J. Biggsa.
W latach 1976–1989 uczestniczył w działaniach opozycji demokratycznej. Od 13 grudnia 1981 roku do 11 lipca 1982 roku był internowany kolejno w Białołęce, Jaworzu i Darłówku. W 2010 roku został odznaczony przez prezydenta Lecha Kaczyńskiego Krzyżem Oficerskim Orderu Odrodzenia Polski, a w 2019 roku przez prezydenta Andrzeja Dudę Krzyżem Wolności i Solidarności.

## Publikacje (wybór)
- Zwierzęta i kontynenty: zoogeografia popularna (Warszawa 1968)
- Zwierzęta i oceany: popularna zoogeografia wód morskich (Warszawa 1976)
- Ekologia, środowisko, przyroda: podręcznik dla szkół średnich (Warszawa 1995)
- Życie naszej ziemi (Warszawa 1998)
- Zwierzęta ziemi (tom XIII Wielkiej encyklopedii geografii świata, Poznań 1998)